# Bisdom Galloway

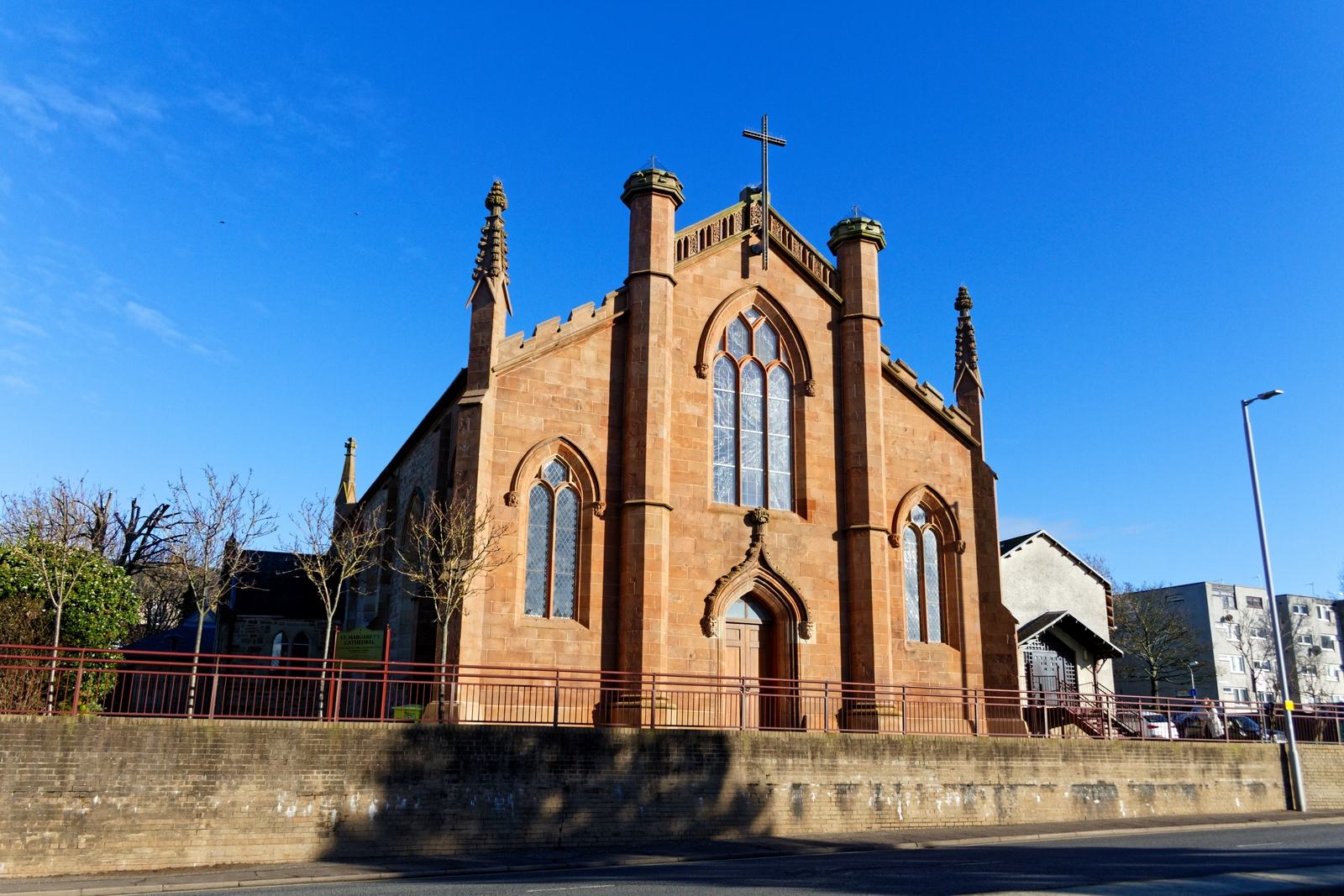
St Margaret's Cathedral in Ayr

Het bisdom Galloway (Latijn: Dioecesis Candidae Casae o Gallovidiana) is een rooms-katholiek bisdom met als zetel Ayr in Schotland. Het bisdom is suffragaan aan het aartsbisdom Saint Andrews en Edinburgh en werd opgericht in 1878. 
In 2021 telde het bisdom 37 parochies. Het bisdom heeft een oppervlakte van 9.794 km2 en omvat de City of Ayr en de county's Ayrshire (zonder Arran), Dumfriesshire, Kirkcudbrightshire en Wigtownshire. Het bisdom telde in 2021 520.290 inwoners waarvan 7,9% rooms-katholiek was. 

## Geschiedenis
Het bisdom gaat terug op het oude bisdom Whithorn (Candida Casa). Na de 8e eeuw ging dit bisdom verloren maar het werd heropgericht rond 1128 als suffragaan bisdom van York. In 1472 werd Whithorn suffragaan aan Saint Andrews en in 1492 aan Glasgow. De laatste katholieke bisschop van Whithorn was Andrew Drurie (1541-1558). Paus Leo XIII richtte op 4 maart 1878 het bisdom weer op.

## Bisschoppen
- John McLachlan (1878-1893)

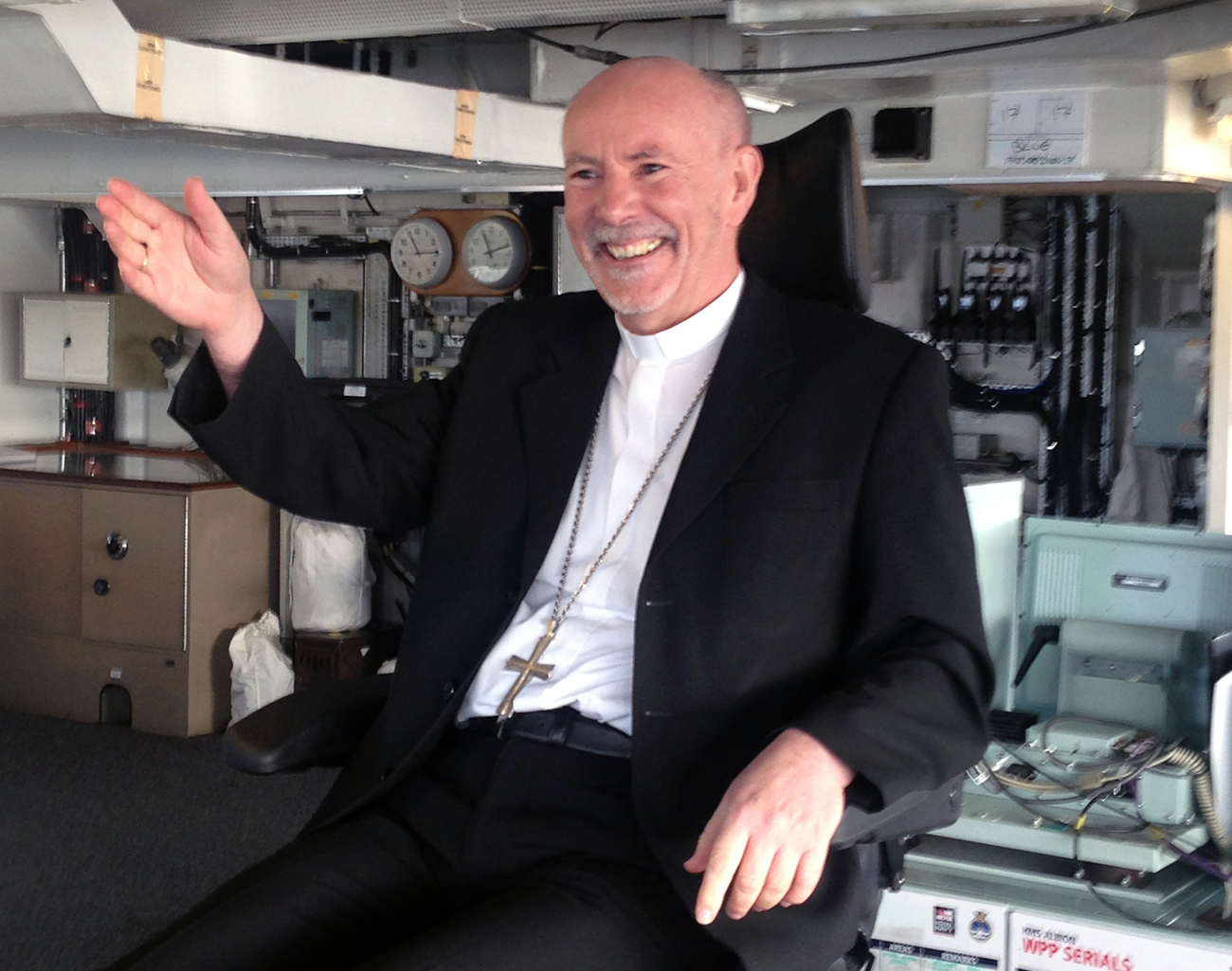
William Turner (1893-1914)
- James William McCarthy (1914-1943)
- William Henry Mellon (1943-1952)
- Joseph Michael McGee (1952-1981)
- Maurice Taylor (1981-2004)
- John Cunningham (2004-2014)
- William Nolan (2014-2022)
- vacant

- William Nolan